# Saint-Cyr-la-Lande
Saint-Cyr-la-Lande is een gemeente in het Franse departement Deux-Sèvres (regio Nouvelle-Aquitaine) en telt 312 inwoners (1999). De plaats maakt deel uit van het arrondissement Bressuire.

## Geografie
De oppervlakte van Saint-Cyr-la-Lande bedraagt 8,9 km², de bevolkingsdichtheid is 35,1 inwoners per km².
De onderstaande kaart toont de ligging van Saint-Cyr-la-Lande met de belangrijkste infrastructuur en aangrenzende gemeenten.

## Demografie
Onderstaande figuur toont het verloop van het inwonertal (bron: INSEE-tellingen).